# Stortjärnen (Särna socken, Dalarna, 685619-135222)
Stortjärnen är en sjö i Älvdalens kommun i Dalarna och ingår i Dalälvens huvudavrinningsområde. Sjön har en area på 0,0855 kvadratkilometer och ligger 479,9 meter över havet.

## Delavrinningsområde
Stortjärnen ingår i det delavrinningsområde (684982-135612) som SMHI kallar för Ovan Skjuan. Medelhöjden är 505 meter över havet och ytan är 60,06 kvadratkilometer. Det finns ett avrinningsområde uppströms, och räknas det in blir den ackumulerade arean 61,2 kvadratkilometer. Ögan som avvattnar avrinningsområdet har biflödesordning 2, vilket innebär att vattnet flödar genom totalt 2 vattendrag innan det når havet efter 446 kilometer. Avrinningsområdet består mestadels av skog (61 procent) och sankmarker (33 procent). Avrinningsområdet har 0,09 kvadratkilometer vattenytor vilket ger det en sjöprocent på 0,1 procent.